# Verfassung des Irischen Freistaates
Die Verfassung des Irischen Freistaates, der im Dezember 1922 errichtet wurde, war dessen rechtliche Grundlage.

## Entstehung
Die Verfassung des Freistaates wurde durch ein Komitee unter Michael Collins, dem auch James McNeill, der 2. Generalgouverneur, angehörte, entworfen. Das Regierungssystem wurde nach dem Vorbild des Systems des britischen Parlaments (parlamentarische Demokratie) aufgebaut.
Der Anglo-Irische Vertrag vom 6. Dezember 1921 gab die Rahmenbedingungen für die Verfassung vor. Wichtige, umstrittene  Punkte waren, dass der Treueeid auf den britischen König zu leisten war und ein Generalgouverneur als Repräsentant des Königs installiert werden sollte.
Die Verfassung wurde von zwei Seiten ratifiziert:
In Großbritannien wurde die Verfassung als Gesetzesvorschlag durch Unter- und Oberhaus bestätigt und durch den König genehmigt. In der britischen Politikhistorie wurde die Verfassung unter dem Vorsitzenden der provisorischen irischen Regierung Michael Collins, der durch das südirische Unterhaus gewählt wurde, erstellt. Das südirische Unterhaus (House of Commons of Southern Ireland) – welches offiziell 1920 nach dem Government of Ireland Act gewählt worden war – war die rechtmäßige Kraft um diese Verfassung zu ratifizieren, was es auch im Januar 1922 tat.
Auf irischer Seite war die ausschlaggebende Kraft, die die Verfassung ratifizierte, der Dáil Éireann (Second Dáil) – das revolutionäre Parlament, das von britischer Seite nie offiziell anerkannt wurde. Der Dáil ratifizierte diesen Vertrag im Dezember 1921. Tatsächlich waren die beiden irischen Parlamente, die die Verfassung ratifizierten (Dáil und südirisches Unterhaus), nahezu identisch: Im Dáil saßen 124 Parlamentarier, im südirischen Unterhaus kamen noch einmal 4 weitere hinzu.

## Inhalt der Verfassung
Die zentralen Punkte der Verfassung waren:
- Sollten sich die Verfassung und der Anglo-Irische Vertrag in irgendeinem Punkt widersprechen, sind die Aussagen in der Verfassung ungültig. (Einleitung, 2. Absatz)
- Zugehörigkeit zum Commonwealth of Nations (Artikel 1)
- Die Macht geht vom Volk aus (Artikel 2)
- Die irische Sprache wird Nationalsprache (Artikel 4)
- Habeas Corpus (Artikel 6)
- Keine Bevorzugung einer Religion sowie Versammlungs- und Religionsfreiheit (Artikel 8)
- Das Parlament (Oireachtas) besteht aus dem König, dem Unterhaus (Dáil Éireann) und dem Oberhaus (Seanad Éireann) (Artikel 12)
- Frauenwahlrecht (Artikel 14)
- Ein Treueeid gegenüber dem Freistaat und Gewissenhaftigkeit gegenüber dem britischen König (Artikel 17)
- Verhältniswahlrecht (Artikel 26)
- Gesetzesvorschläge die durch Unter- und Oberhaus bewilligt wurden, können die königliche Zustimmung erhalten, verweigert oder aufgeschoben bekommen (Artikel 41)
- Das Recht eine bewaffnete Armee aufzubauen und zu unterhalten (Artikel 46)
- Innerhalb von 8 Jahren liegt die alleinige Gewalt zur Änderung beim Oireachtas. Danach geht diese auf die Bevölkerung per Volksentscheid über (Artikel 50)
- Die Exekutivmacht liegt beim König (Artikel 51)
- Das Kabinett heißt Exekutivrat (Artikel 51)
- Der Premierminister heißt President of the Executive Council of the Irish Free State (Artikel 52)
- Der Repräsentant der Krone ist der Generalgouverneur (Artikel 60)
- Schaffung des Amtes eines Rechnungsprüfers (Artikel 62)
- Erstellung eines neuen Gerichtssystems (Artikel 64)

Die Verfassung wurde später gründlich überarbeitet und umgestaltet. Die weitreichendste Änderung war die Abschaffung:
- der Tatsache, dass im Falle eines Widerspruchs zwischen Anglo-Irischem Vertrag und Verfassung, die Punkte in der Verfassung ungültig sind
- des Treueeids
- des Generalgouverneurs
- des Senats
- des Rechts aus Einbringung einer Petition durch das Volk zur Stellung eines Gesetzesvorschlags (Petition, Referendum and Initiative)

Weitere Änderungen waren:
- die Anhebung des Zeitraums auf 16 Jahre, in denen das Oireachtas alleinig für Verfassungsänderungen zuständig ist
- Beschränkung der Rechte nach Artikel 2

### Sechs Jahre formeller direktdemokratischer Verfahren (1922–28)
Die Verfassung sah mehrere direktdemokratische Verfahren vor (Referendum and Initiative – Art. 14, 47, 48, 50), von denen jedoch nur eines ein Mal zur Anwendung gelangte – Volksentscheid über neue Verfassung von Irland von 1937. Schon 1928 hat das Parlament das Recht auf die Volksinitiative und das Veto-Referendum abgeschafft.

## Verfassungsreform (1936–1937)
Bis 1936 wurde die Verfassung so weitgehend geändert, dass schnell klar wurde, dass eine neue Verfassung erforderlich war. 1936 beauftragte der Vorsitzende des Exekutivrates Eamon de Valera bei John Hearne die Neugestaltung der Verfassung. Im Juli 1936 unterrichtete de Valera den König Eduard VIII. über die neue (noch heute gültige) Verfassung, auch Bunreacht na hÉireann genannt. Diese wurde am 1. Juli 1937 per „von oben“ eingesetztem Volksentscheid bestätigt und trat im gleichen Jahr am 29. Dezember in Kraft.